# Josefina Johannisson
Josefina Johannisson, född Viktoria Alfhild Josefina Fält, född 9 mars 1984 i Skogslyckans församling., är en svensk författare.

## Biografi
Johannissons mor, Mona Östlund-Fält, styckmördades den 21 juli 1988 vid Stora Mjuggsjön mellan Stråssa och Ramsberg i Bergslagen, när Josefina var fyra år gammal. Det var fadern som genomförde mordet och Johannisson menar att det borde ha kunnat förhindras med ganska små medel. Mordet har beskrivits av media som en bild för den rena ondskan.
Johannisson inbjöds av Unizon kvinnojourer att tala om sina upplevelser under en hearing om våld mot kvinnor i Sveriges riksdag 2022. Det inspirerade henne att skriva boken Mona: En mamma, ett mord och en dotter på Natur & Kultur som gavs ut den 4 oktober 2024. I boken skildrar Johannisson mordet på sin mamma och om sin egen kamp med det liv hon fick.
Josefina Johannisson arbetar (2024) som verksamhetsutvecklare inom vården.